# Netter i Romania/Nopți
Netter i Romania/Nopți este un disc single lansat de Valeriu Sterian și Compania de Sunet în România și Norvegia, la începutul anului 1990, în contextul perioadei imediat următoare Revoluției Române din decembrie 1989. Materialul, apărut prin intermediul casei de producție Norsk Plateproduksjon și editat în formate disc de vinil și casetă audio, reprezintă al doilea single semnat Vali Sterian, după debutul discografic din 1977, intitulat Cu iubirea de moșie/Cântec de oameni. Discul de față conține piesa „Nopți”, compoziția cu care Sterian s-a lansat în 1973 la Festivalul „Primăvara Baladelor” împreună cu Carmen Marin, refăcută în stil rock și înregistrată la Oslo alături de un grup de muzicieni și prieteni norvegieni. Melodia a fost adaptată evenimentelor politice și sociale care au condus la căderea dictaturii comuniste din România, devenind imn al Revoluției și rămânând legată de memoria celor care au murit atunci. Pe disc piesa apare în două versiuni: una cu versuri bilingve româno-norvegiene, intitulată „Netter” (fața A), respectiv una cu textul integral în limba română (fața B). Prima dintre cele două versiuni a fost ilustrată de o filmare în care Sterian apare alături de aceiași artiști norvegieni. Filmarea, realizată de noua Televiziune Română Liberă, conține imagini din timpul Revoluției și din perioada imediat următoare ce reflectă atmosfera de pe străzile Bucureștiului și a altor orașe din țară. Versiunea melodiei cu textul integral în limba română apare și pe albumul Vino, Doamne!, lansat în noiembrie 1991. Mult mai târziu, formația de heavy metal Trooper a înregistrat o versiune nouă, care se regăsește pe albumul În ziua a opta (2016).

## Piese
1. Netter i Romania
2. Nopți

Muzică și versuri: Valeriu Sterian și Carmen Marin (1, 2); Bjørn Eidsvåg - adaptare versuri în limba norvegiană (1)

## Personal
- Valeriu Sterian – voce, chitară
- Bent Bredesen – chitară electrică
- Rune Haukum – bas
- Tore Wildhauer – tobe
- Terje Tranaas – claviaturi
- Åge Aleksandersen, Øivind Elgenes, Kine Hellebust, Steinar Albrigtsen – voci la varianta în limba norvegiană (1)

Înregistrări muzicale și mixaje realizate în studioul „Rainbow”, Oslo (Norvegia), 22 și 23 ianuarie 1990.
Inginer de sunet și mixaje: Erik Aunskog. Producător: Åge Aleksandersen. Foto casetă audio: Pål Rødahl.